# بيتشدة (مقاطعة تشالوس)
بيتشدة (بالفارسية: پیچ‌ده) هي قرية تقع في قسم كلارستاق الغربي الريفي (مقاطعة تشالوس) في إيران. يقدر عدد سكانها بـ 125 نسمة بحسب إحصاء 2016.